# Rudolf Joukovski
Pour les articles homonymes, voir Joukovski.
Rudolph Kazimirovitch Joukovski, (russe : Рудольф Казимирович Жуковский, polonais : Rudolf Żukowski), né en 1814 à Bialystok et mort le 6 novembre 1886 (18 novembre dans le calendrier grégorien) est un peintre, illustrateur, graveur et écrivain d'origine polonaise, sujet de l'Empire russe.
De 1833 à 1839 , il étudie à l'Académie impériale des beaux-arts auprès de Alexandre Varnek. Il obtient une petite médaille d'argent pour le dessin d'après nature en 1835.
Dans les années 1840 et suivantes, il acquiert une grande notoriété en tant qu'illustrateur, en travaillant notamment avec Nikolaï Nekrassov à l'almanach «Physiologie de Saint-Pétersbourg».
Il illustre Le Petit cheval bossu de Piotr Erchov, les fables d'Ivan Krylov et d'autres ouvrages. Il maitrise également la lithographie et les scènes de genre pittoresques, parmi lesquelles des satires. Il a également composé des portraits et des peintures de bataille.
Il est le professeur de Vassili Mate, graveur russe de la fin du XIXe siècle et du début du siècle suivant.
Il met fin à des jours en se jetant à l'eau en novembre 1886.

## Galerie

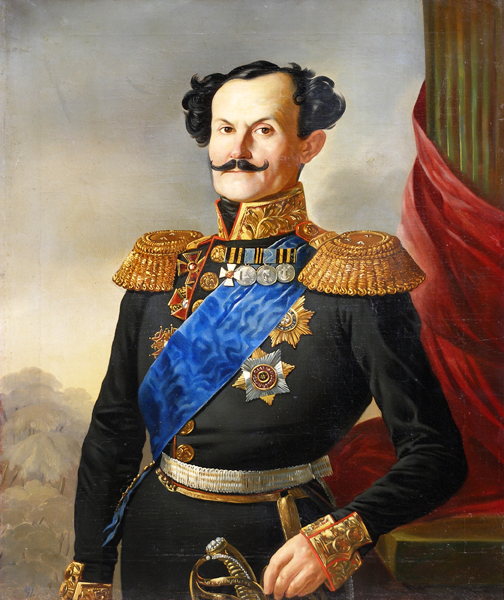
Portrait de G. E. Schwartz (date non connue, XIXe.
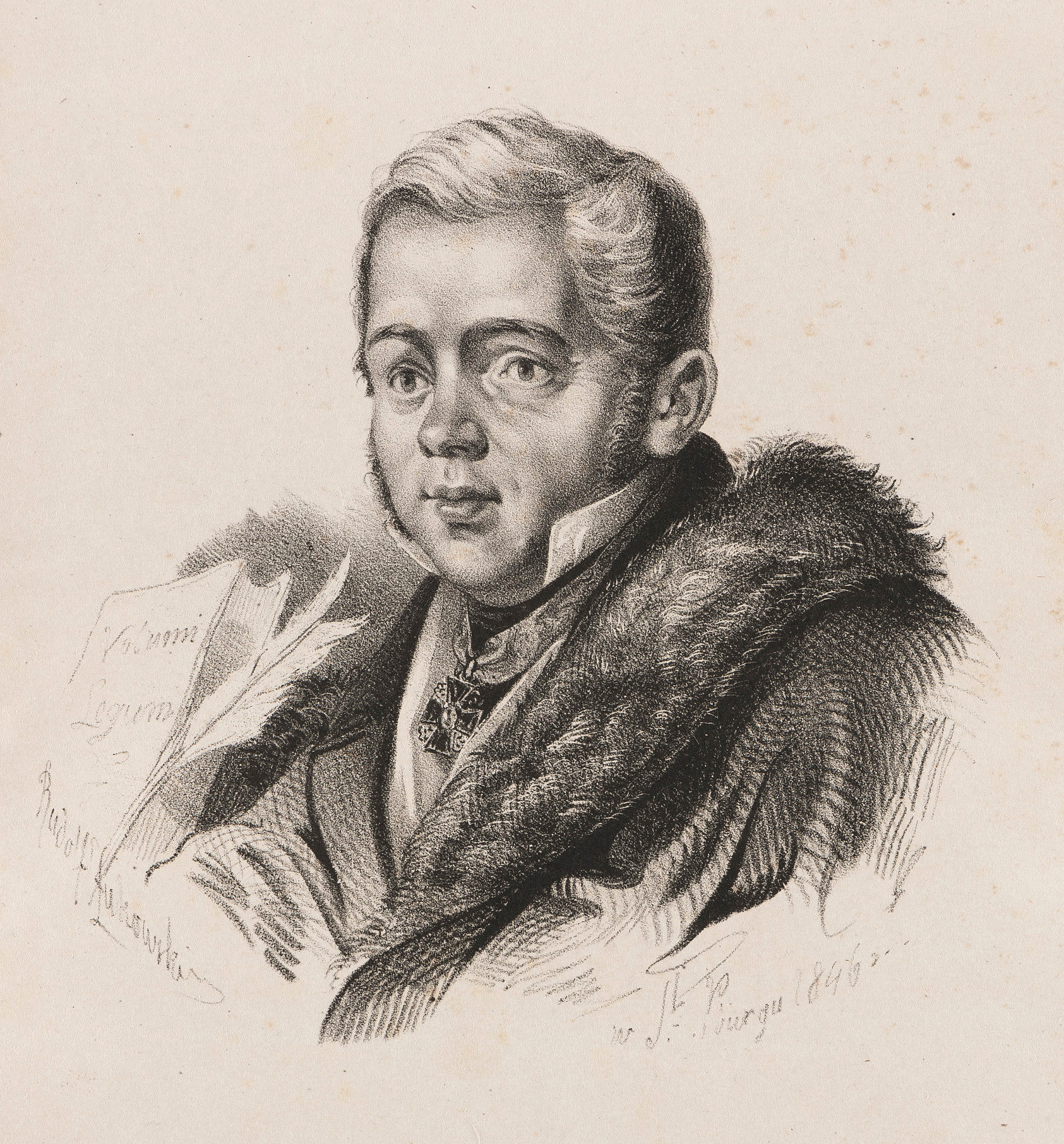
Portrait d'Ignace Danilovitch (1846).
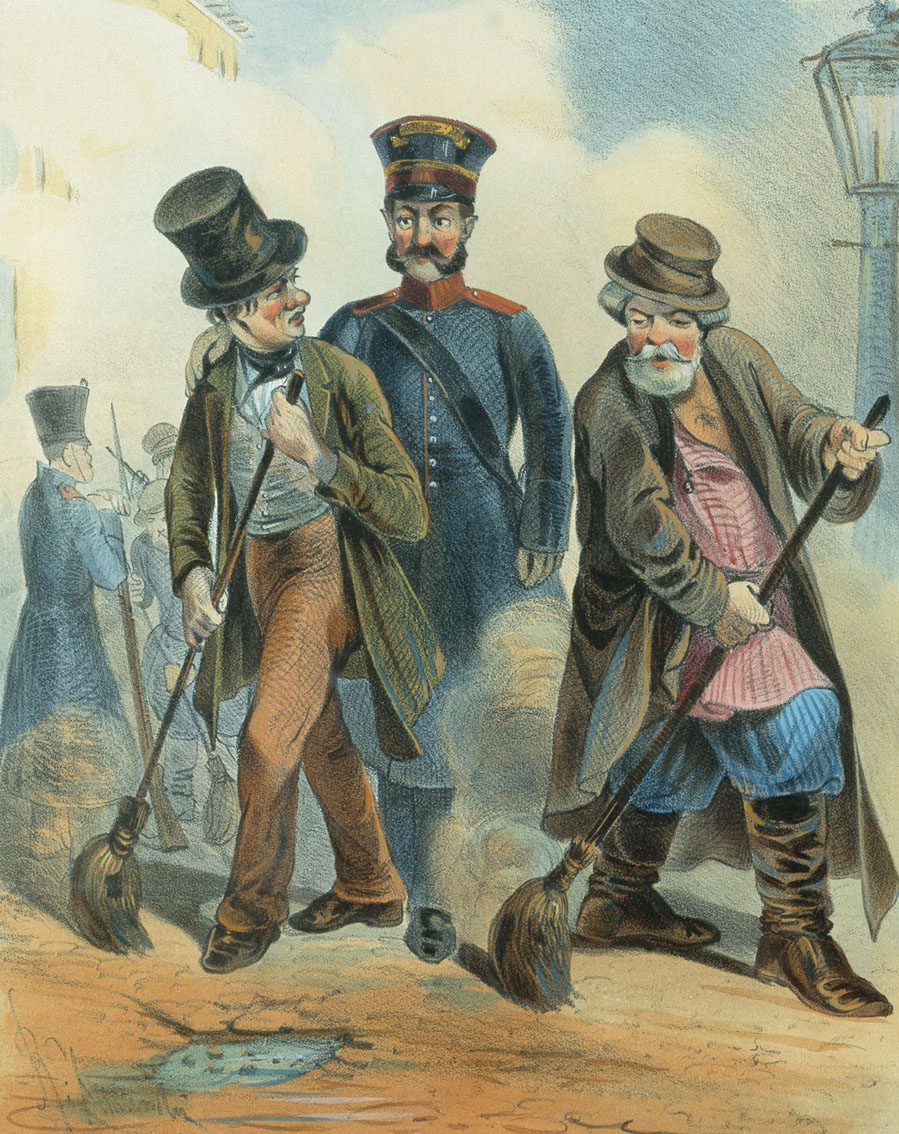
De l'exercice avec une gueule de bois (1843).
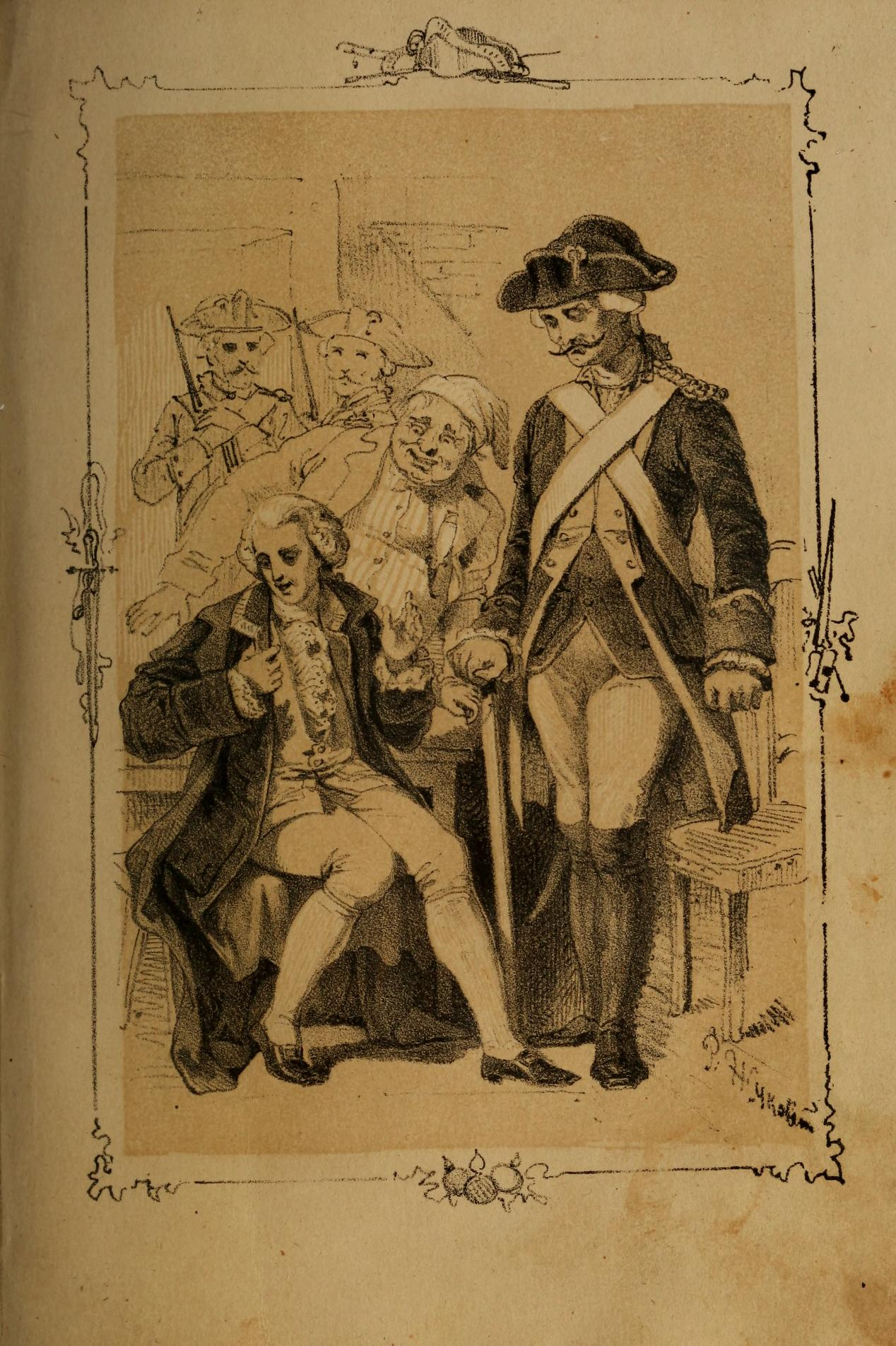
Illustration de Fils de pécheur, de Mikhaïl Lomonossov (1851).